# Carl Hasenpflug
Georg Carl Adolph Hasenpflug, född 23 september 1802 i Berlin i Preussen, död 13 april 1858 i Halberstadt i Provinsen Sachsen, var en tysk konstnär inom arkitekturmåleri.

## Kända verk

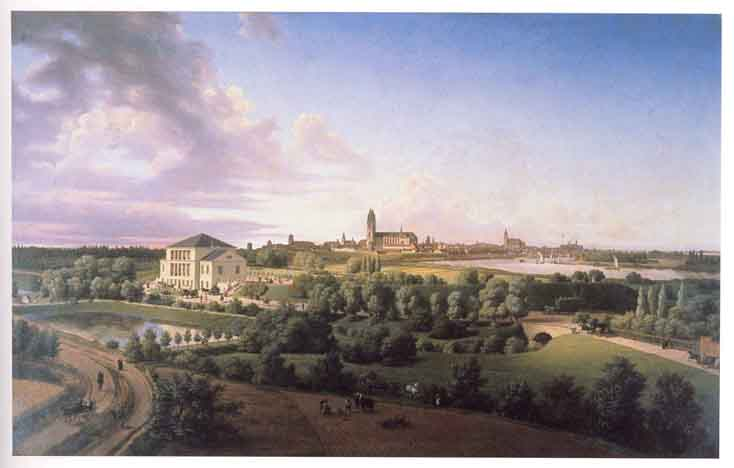
Magdeburg, stadsvy från sydost, 1831
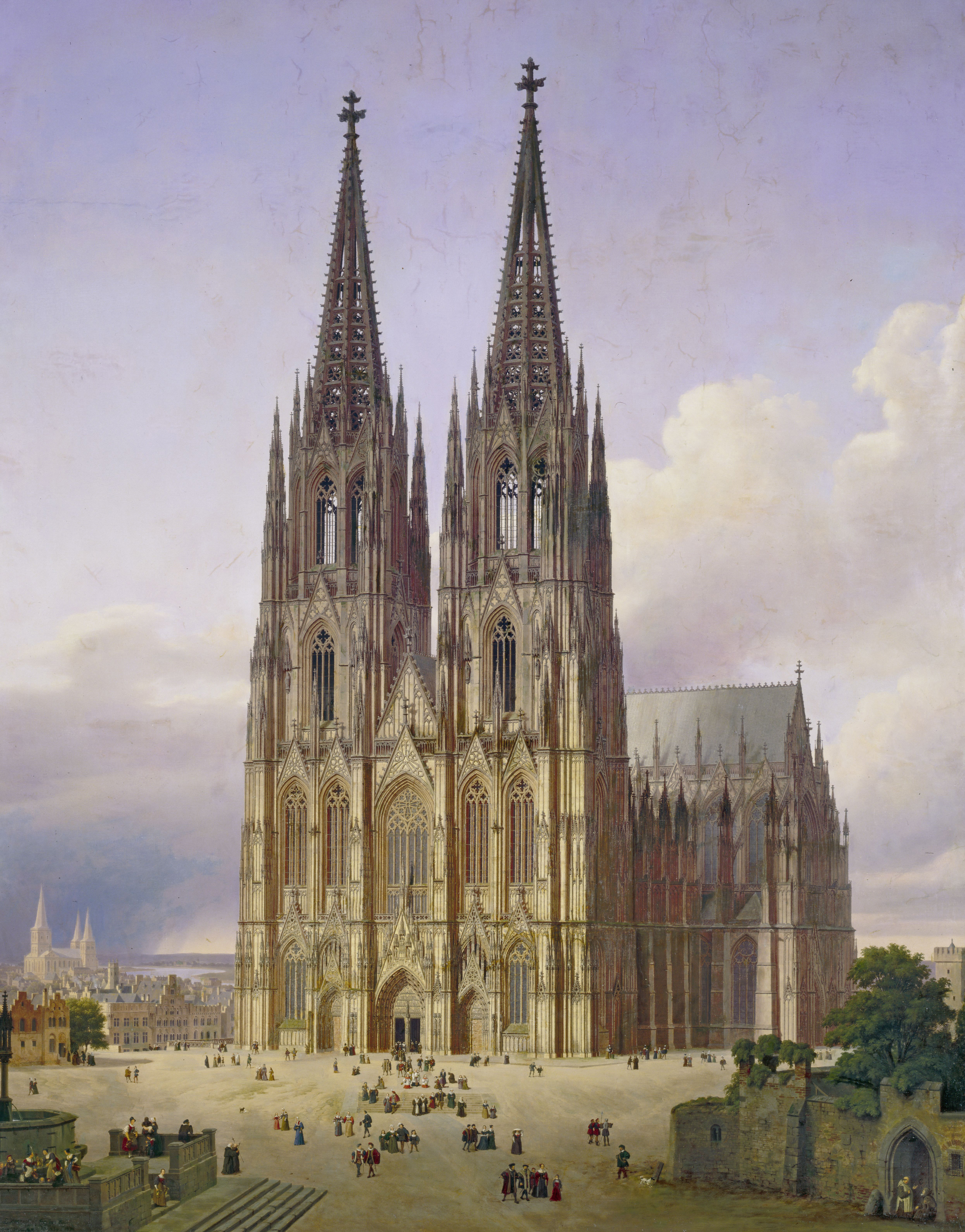
Idealiserad vy av Kölnerdomen, 1834–1836
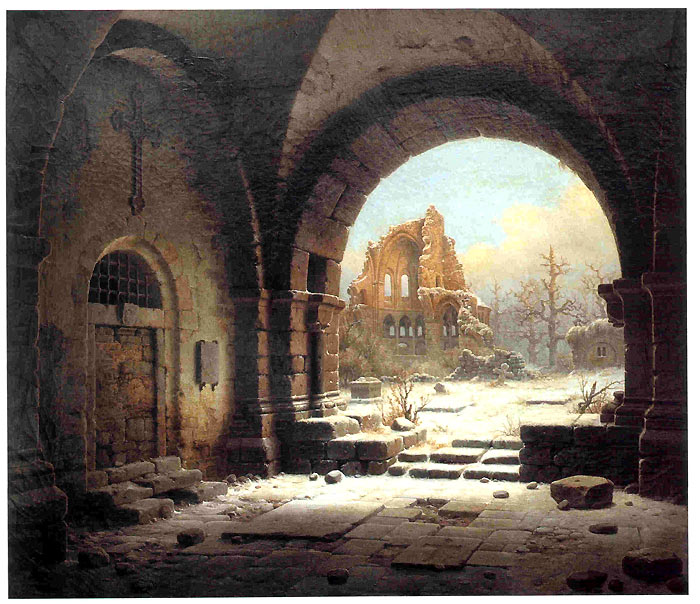
Korruinen i Heisterbach, 1840
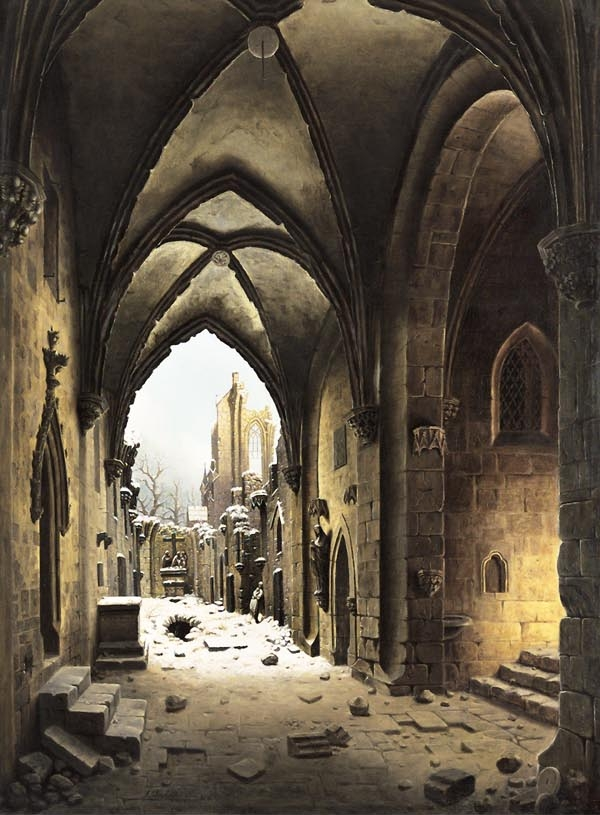
Kloster Walkenried/Harz, 1842
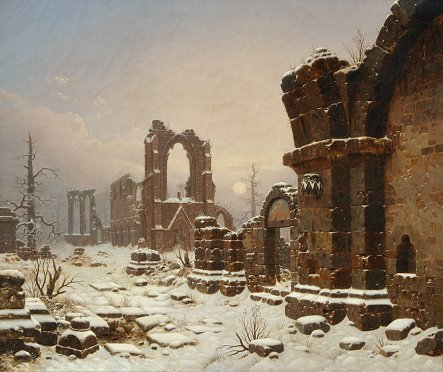
Kloster Walkenried i snö
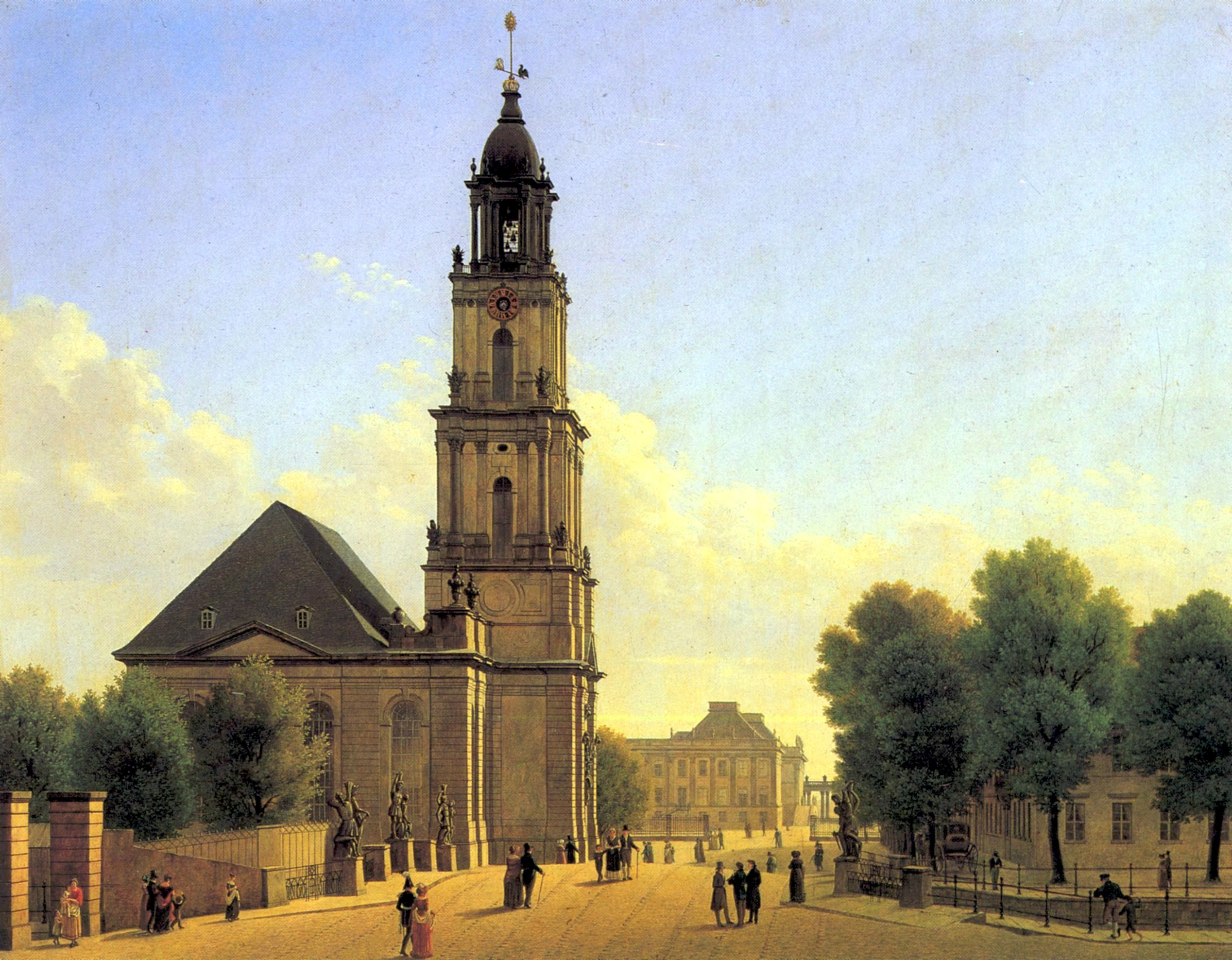
Garnisonkirche i Potsdam 1827
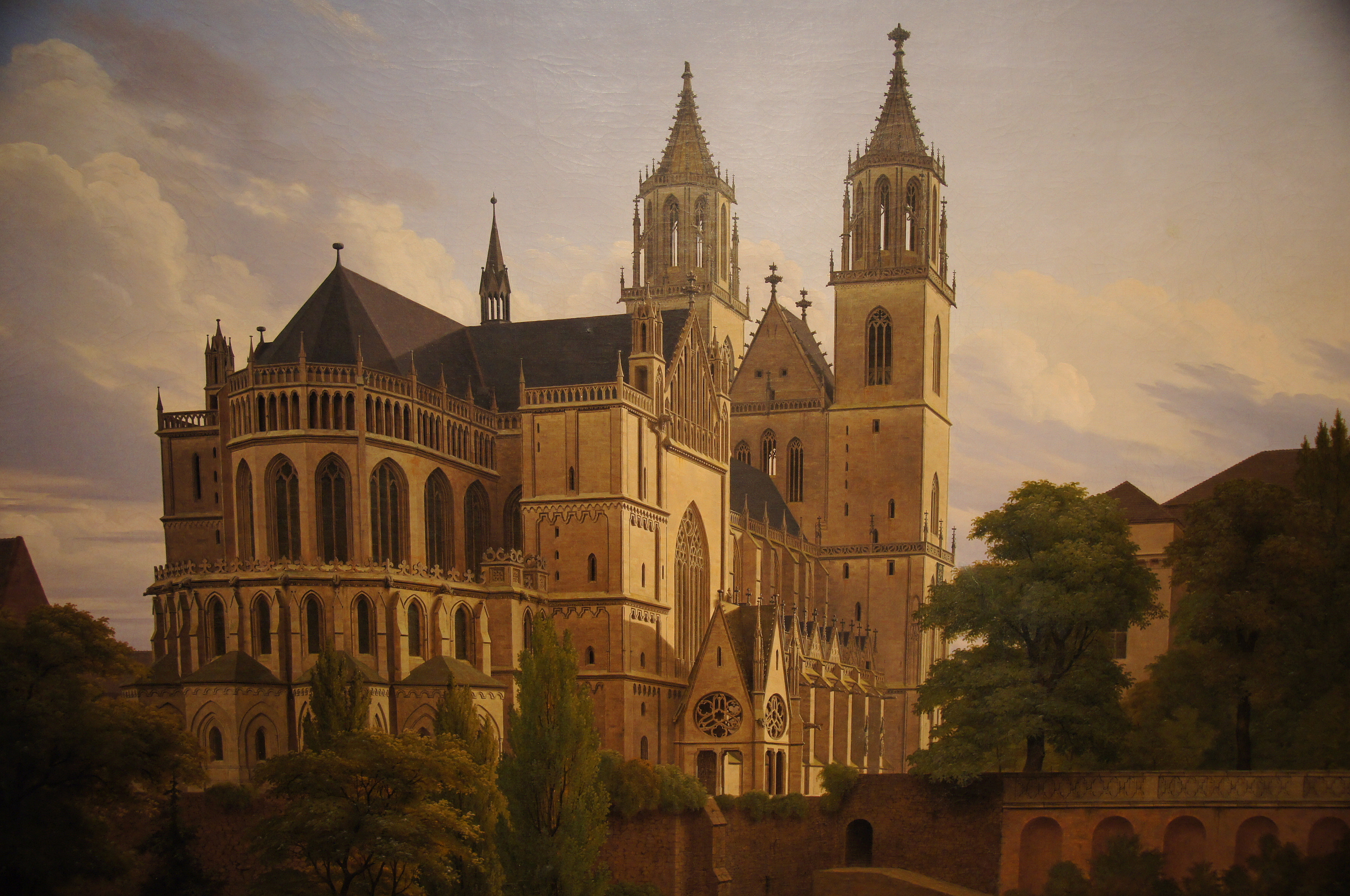
Magdeburgs domkyrka 1828
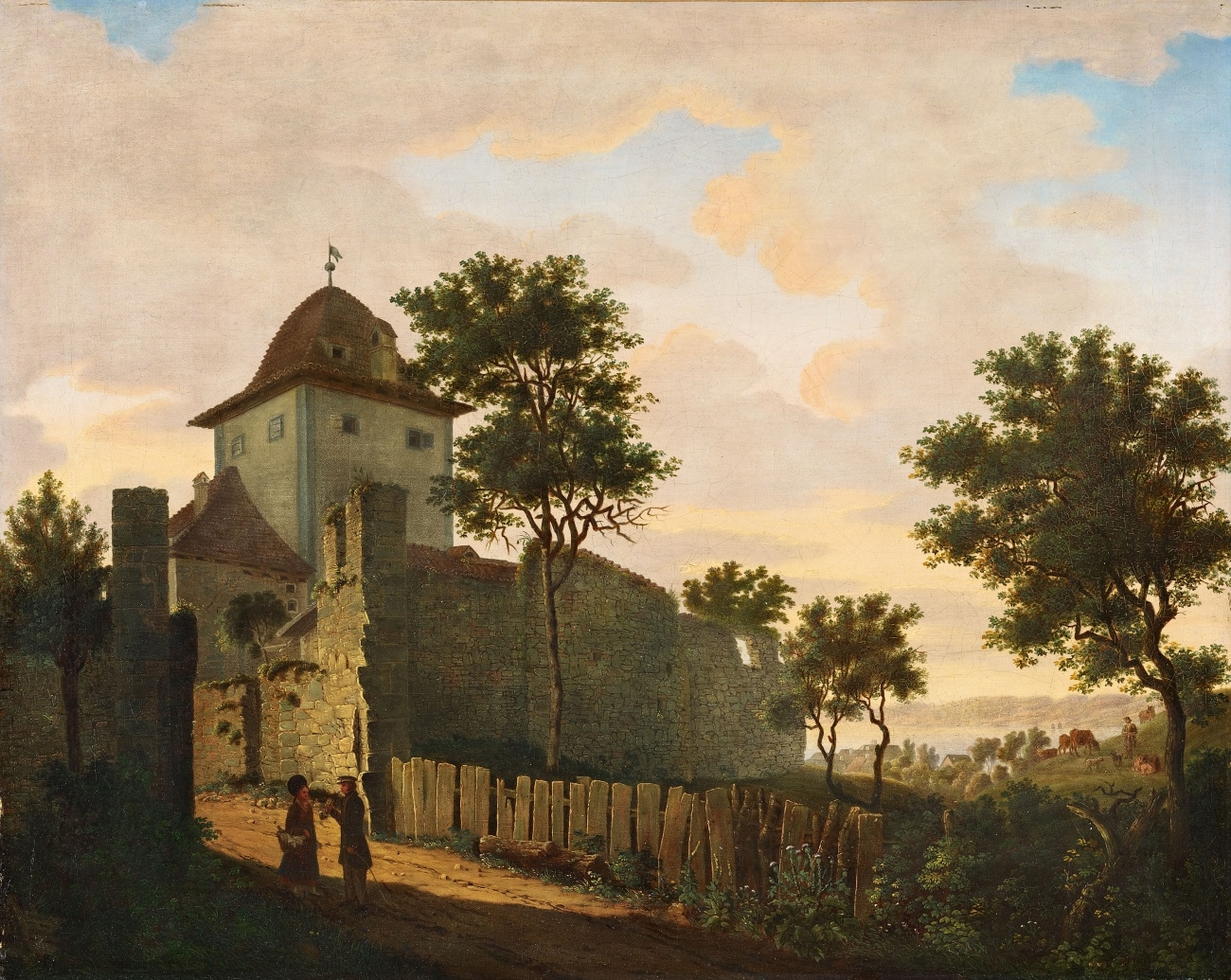
Überlingens stadstorn, omkr. 1824
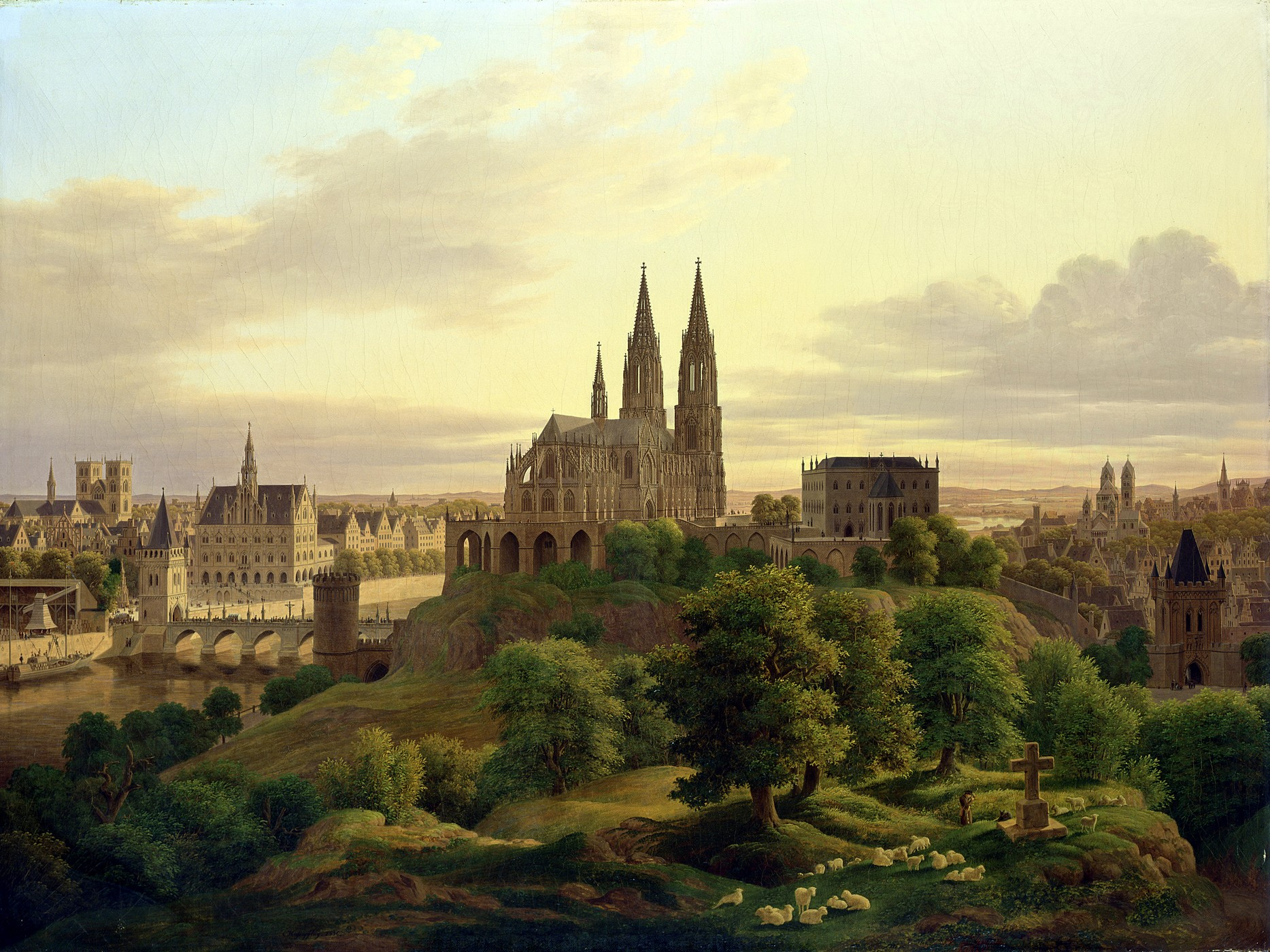
Idealiserad medeltida stad, Kunsthalle Hamburg
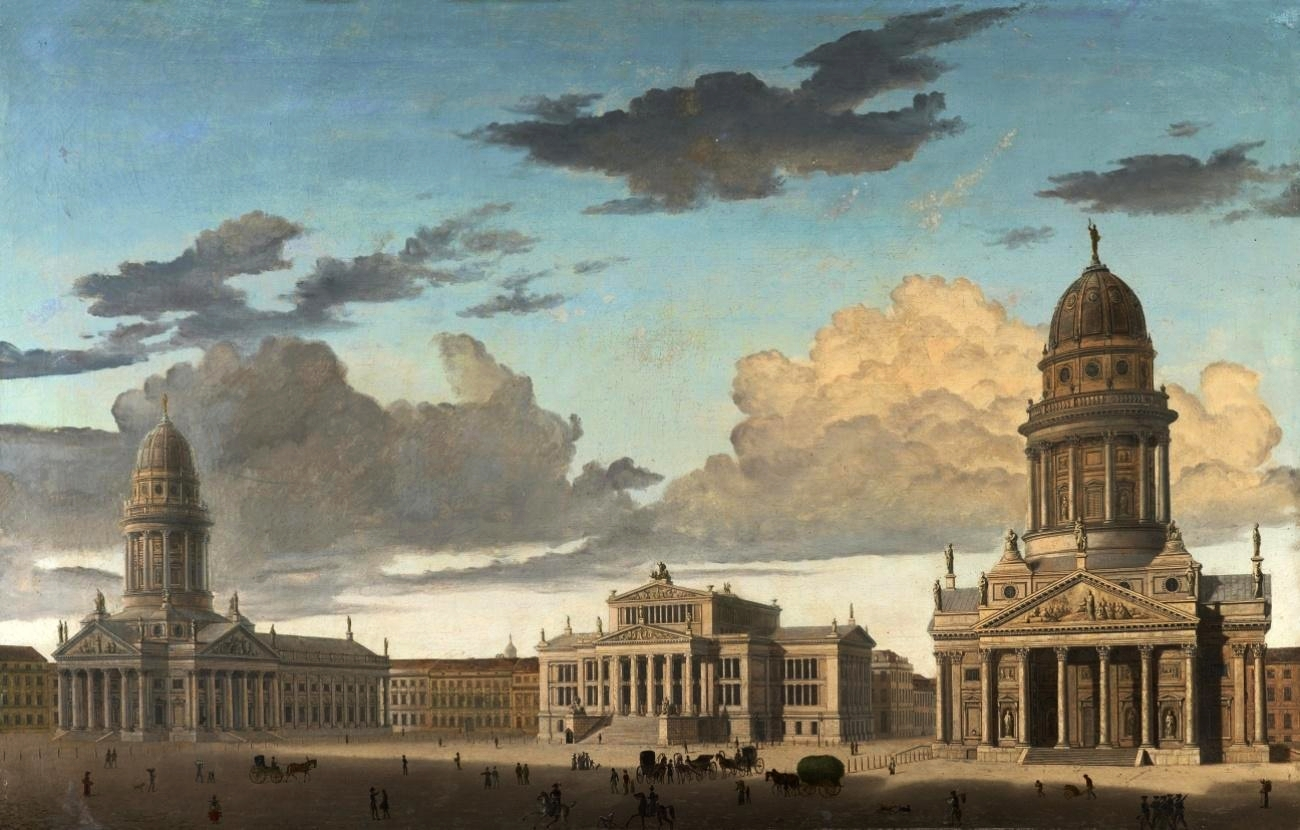
Gendarmenmarkt, Berlin
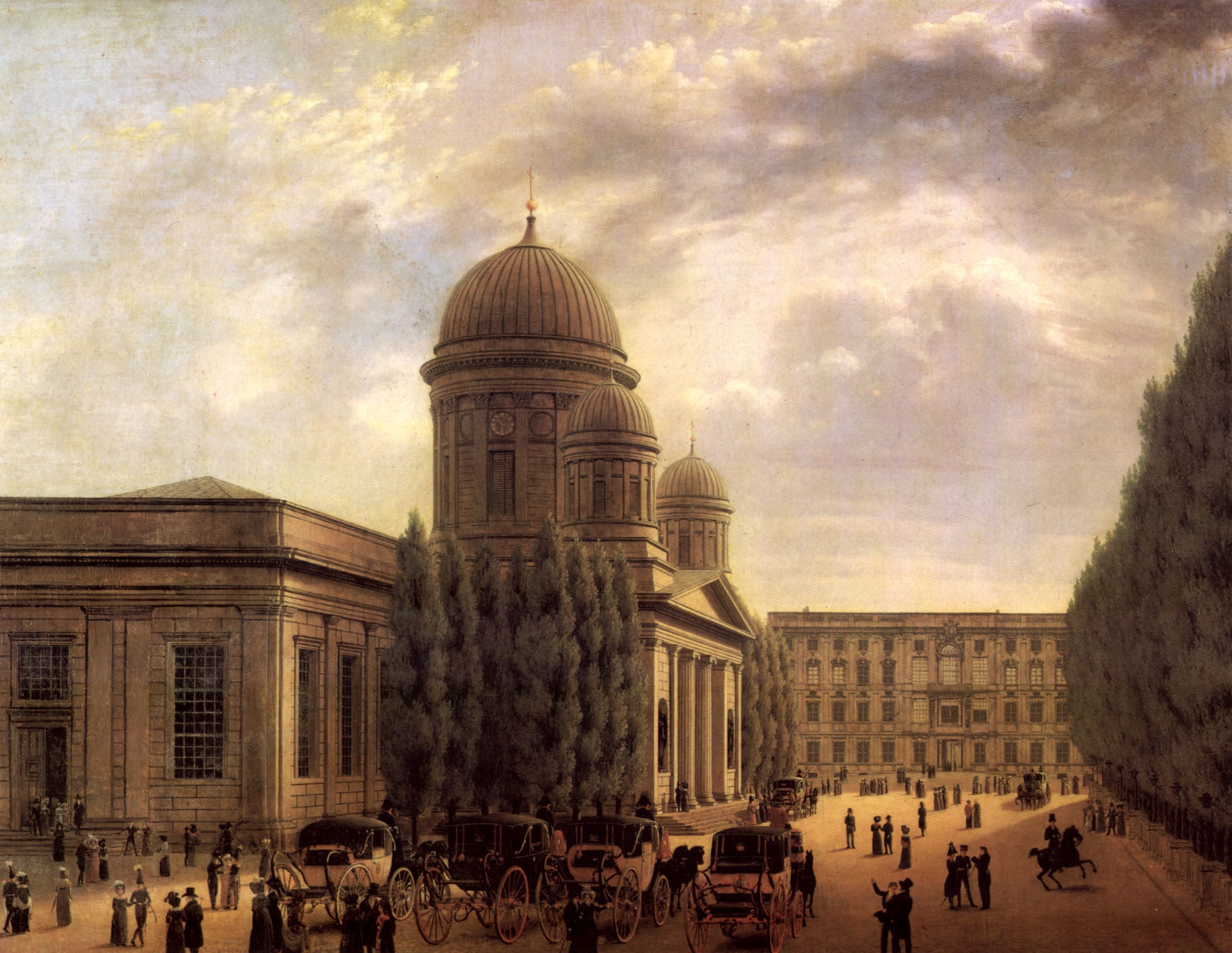
Berliner Dom 1825